# تيسون روس
تيسون روس (بالإنجليزية: Tyson Ross)‏ هو لاعب كرة قاعدة أمريكي، ولد في 22 أبريل 1987 في بيركيلي في الولايات المتحدة.

## وصلات خارجية
- تيسون روس على موقع دوري كرة القاعدة الرئيسي (الإنجليزية)
- تيسون روس على موقعبيزبول رفرنس.كوم (الدوري الرئيسي) (الإنجليزية)
- تيسون روس على موقعبيزبول رفرنس.كوم (الدوري الثانوي) (الإنجليزية)
- تيسون روس على موقع إي إس بي إن.كوم (أم.أل.بي) (الإنجليزية)
- تيسون روس على موقع مشجعي الرسوم البيانية (الإنجليزية)